# Guzel Iahina
Guzel Șamilievna Iahina (în rusă Гузель Шамильевна Яхина, în tătară Гүзәл Шамил кызы Яхина, transliterat Güzäl Şamil qızı Yaxina; n. 1 iunie 1977, Kazan, RSFS Rusă, URSS) este o scriitoare și scenaristă rusă. Este câștigătoare a premiilor literare Marea Carte și Iasnaia Poliana.

## Biografie
Guzel Șamilievna Iahina s-a născut în Kazan. Mama ei este medic, iar tatăl ei este inginer. Acasă, ea a vorbit limba tătară și a învățat limba rusă doar după ce a început să meargă la grădiniță.
A studiat la Facultatea de Limbi Străine în Institutului Pedagogic de Stat din Kazan. În 1999, s-a mutat la Moscova. În 2015, a absolvit Școala de Film de la Moscova, cu diplomă în scenaristică.

## Carieră
Iahina lucrat în relații publice și publicitate. Și-a început cariera de scriitoare cu publicații în reviste Neva și Oktyabr. Secțiuni din romanul ei de debut, Zuleiha deschide ochii, au apărut în jurnalul Siberian Fires.
Romanul de debut se bazează pe experiențele bunicii sale, de origine tătară. În 1930, ca parte a programului de desculacizare, sovieticii au mutat forțat mulți tătari din partea europeană a Rusiei în Siberia. Bunica lui Iahina s-a numărat printre aceștia. A fost exilată la o vârstă fragedă și a reușit să se întoarcă acasă doar șaisprezece ani mai târziu. Romanul descrie experiențele lui Zuleiha, o țărancă tătară. Soțul ei a rezistat desculacizării și a fost ucis. Zuleiha a fost transportată în Siberia și lăsată într-un loc pe râul Angara, cu puține mijloace de supraviețuire. Zuleiha a trebuit să trăiască în condiții dure, să construiască relații cu alți exilați și să-și creeze o nouă identitate și motive pentru a trăi. Iahina a dezvoltat inițial proiectul ca scenariu de film, iar mai târziu l-a rescris ca pe un roman. Înainte de a fi acceptat pentru publicare, romanul a fost respins de mai multe edituri.